# 夢いろあっとねっと
『夢いろあっとねっと』（ゆめいろあっとねっと）は、鹿児島読売テレビ（KYT）で放送されていた生活情報番組である。2011年7月2日からはタイトルを『ユメイロ@ネット』（ユメイロアットネット）と変更して放送していた。
当時日本テレビと同時ネットで放送されていた番組『THEチャンプ!』を2001年9月で打ち切り、10月から放送を開始。
当初の番組タイトルは、鹿児島読売テレビのキャッチコピーに使われていた「夢いろ色KYT」に由来する。

## 放送時間
2018年4月より毎週土曜 9:55 - 10:30に放送。9:45 - 10:00に『KYT月刊サテスタ情報』が放送される毎月最終週のみ、9:25 - 9:45の短縮バージョンで放送された。
2001年10月の開始当初は11:40 - 11:50に放送されるミニ番組だったが、9:25 - 9:30に放送されていた番宣ミニ番組『夢いろ色KYT』との枠交換によって、2002年10月からは9:25へ移動。移動とともに9:45まで放送の20分番組になり、さらに2004年4月に9:55まで放送の30分番組になった（毎月最終週のみ9:45までの放送）。2012年4月には、直後の時間帯に放送されていた番宣ミニ番組の枠を吸収してさらに5分延長された。
2012年4月7日 - 2018年3月までは毎週土曜 9:25 - 10:00に放送。直後番組『ぶらり!行ってみっが』と放送順を入れ替えて、9:55 - 10:30に放送時間を変更した。

## 現在の出演者

### 司会者
- 山下香織（KYTアナウンサー） - 4代目司会者 (2015年8月30日まで）・6代目司会者（2017年4月1日～2018年9月29日)・8代目司会者（2020年4月～現在）

### リポーター
- 新坂恵梨
- 田上真澄
- 坂元彩乃（FM鹿児島パーソナリティ）
- 岡本善久（KYT社員、元同局アナウンサー） - 2020年秋頃より不定期出演

## 過去の出演者

### 司会者
- 近藤久美子（当時・KYTアナウンサー） - 初代司会者。
- 橋村美咲 - 2代目司会者、FM鹿児島パーソナリティ、2011年初夏ごろまで出演。
- 前畑静香（当時・KYTアナウンサー） - 3代目司会者。
- 山﨑香奈（当時・KYTアナウンサー、2018年現在はTVQ九州放送社員[4]） - 5代目司会者。(2015年9月5日～2017年3月25日)
- 上妻寿美
- 岡本安代（元KYTのフリーアナウンサー） - 近藤が司会を務めていた頃にも出演していた。
- 厚村さおり
- 中西沙綾（KYTアナウンサー） - 7代目司会者（2018年10月～2020年3月）

### リポーター
- 松永友美（当時KYTアナウンサー）
- 和中由江
- 黒川恵美
- 有川雅子
- 児玉ゆりえ
- 花田貴恵
- 市丸友紀子
- 牧瀬加奈
- ほか

## コーナー
- 特集

## 終了したコーナー
- ニュース
- 美咲の行ってきMAP
- コレ流行 - 「これはや」と読ませる
- カンタン手軽にcooking